# Horácio Carvalho de Macedo
Horácio Carvalho de Macedo, né le 15 février 1930 à Porto, est un ancien pilote de rallyes portugais.

## Biographie
D'ascendance noble par sa mère, il est le fils de Mauricio Carvalho de Macedo, propriétaire terrien et industriel dans le raffinage du sucre.
Dès son plus jeune âge, il s'intéresse aux sports mécaniques, et il débute en compétition sur une Renault 4 CV, récoltant avec elle son premier succès. Il a l'occasion par la suite de piloter successivement des Chevrolet Corvette, Mercedes-Benz 300 SL, et autre Ferrari 250 GT SWB.

## Palmarès

### Titres
- Triple Champion du Portugal des rallyes, en 1957, 1961, et 1963, sur Mercedes-Benz 300 SL puis Ferrari 250 GT;
- Double Champion du Portugal des rallyes catégorie Grand Tourisme Spécial, en 1957 et 1958;
- Quadruple Champion du Portugal des rallyes catégorie Grand Tourisme, en 1960, 1961, 1962 et 1963;

### Victoires importantes en championnat du Portugal
- Rallye de Madère: 1960 (2e édition, sur Mercedes 300SL), 1962 et 1963 (sur Ferrari 250 GT).